# Faculté de théologie orthodoxe de l'université de Belgrade
La faculté de théologie orthodoxe de l'université de Belgrade (en serbe cyrillique : Православни богословски факултет Универзитета у Београду ; en serbe latin : Pravoslavni bogoslovski fakultet Univerziteta u Beogradu) est l'une des 31 facultés de l'université de Belgrade, la capitale de la Serbie. Sous sa forme actuelle, elle a été fondée en 1920. En 2013, son doyen est le professeur Predrag Puzović.

## Organisation
La faculté est divisée en 6 groupes et en 11 départements :
Groupe de théologie biblique
- Département du Nouveau Testament[5] ;
- Département de l'Ancien Testament[6] ;

Groupe de patrologie
- Département de patrologie[7] ;

Groupe de philosophie
- Département de philosophie[8] ;

Groupe d'histoire
- Département d'histoire de l'Église orthodoxe serbe ;

Groupe de théologie systématique
- Département de dogmatique ;
- Département d'éthique ;

Groupe de théologie pratique
- Département de liturgie[9] ;
- Département de droit canonique ;
- Département de théologie pastorale[10] ;
- Département de philologie.

## Personnalités
- Stéphane Veljanovski : ancien élève et primat de l'Église orthodoxe macédonienne.